# Antonio Pérez Acevedo
Antonio Pérez Acevedo (Bormujos, 1963) es un deportista español que compitió en taekwondo.

## Trayectoria
Nacido en Bormujos, pueblo de Sevilla, su inspiración por las artes marciales hace que con 14 años se convierta en alumno del Gran Maestro Tai Myung Kim. En 1984 funda el Club Taekwondo Sato y comienza dar clases como Maestro. Antonio Pérez posee un 7.º Dan de taekwondo y es entrenador nacional.
Ganó dos medallas en el Campeonato Europeo de Taekwondo, oro en 1990 y plata en 1992.

## Palmarés internacional
| Campeonato Europeo | Campeonato Europeo | Campeonato Europeo | Campeonato Europeo |
| Año                | Lugar              | Medalla            | Categoría          |
| ------------------ | ------------------ | ------------------ | ------------------ |
| 1990               | Århus (Dinamarca)  | Medalla de oro     | –76 kg             |
| 1992               | Valencia (España)  | Medalla de plata   | –76 kg             |